# Echinorhynchus kushiroensis
Echinorhynchus kushiroensis är en hakmaskart som beskrevs av Fujita 1921. Echinorhynchus kushiroensis ingår i släktet Echinorhynchus och familjen Echinorhynchidae. Inga underarter finns listade i Catalogue of Life.